# Mount McIntosh, Antarktis
Mount McIntosh är ett berg i Antarktis. Det ligger i Östantarktis. Nya Zeeland gör anspråk på området. Toppen på Mount McIntosh är 2 690 meter över havet, eller 100 meter över den omgivande terrängen. Bredden vid basen är 0,93 km.
Terrängen runt Mount McIntosh är huvudsakligen bergig, men den allra närmaste omgivningen är kuperad. Trakten är obefolkad. Det finns inga samhällen i närheten.